# Yamaha XS 1100
La XS 1100, sui mercati anglofoni chiamata anche Eleven, è una motocicletta appartenente alla gamma XS costruita da Yamaha Motor tra il 1978 e il 1984.

## Contesto
Si trattava di un modello che, nella configurazione normale era sprovvisto di protezioni aerodinamiche, ma che poteva essere equipaggiato, nella versione "Special" di manubrio più alto, parabrezza e borse laterali in grado di renderla adatta anche a viaggi piuttosto impegnativi. In questo modo riuscì a mettersi in concorrenza sul mercato anche con modelli più esplicitamente destinati al mototurismo quali la Kawasaki GTR 1000, la Honda Goldwing e vari modelli BMW.
Il motore, che ai tempi rappresentava quello di maggior cilindrata in produzione di serie, era un 4 cilindri in linea raffreddato ad aria ottenuto su base di quello che equipaggiava la Yamaha XS 850 ed infatti i due propulsori differivano solo nel numero di cilindri mantenendo invariato l'alesaggio e la corsa.
La trasmissione della motocicletta era a giunto cardanico e il propulsore era in grado di sviluppare 95CV, cosa che rendeva questa moto una vera sportiva per l'epoca.
Nel 1979 ne venne presentata una versione speciale prodotta in numero limitato, la 1.1 Martini che, grazie alla carenatura integrata, ne amplificava la vocazione granturistica.
Venne sostituita, come modello stradale di punta della casa motociclistica nipponica, dalla FJ 1100 presentata nel 1984.